# Banaidja bifasciata
Banaidja bifasciata är en spindelart som först beskrevs av Ludwig Carl Christian Koch 1872.  Banaidja bifasciata ingår i släktet Banaidja och familjen kardarspindlar.
Artens utbredningsområde är Samoa. Inga underarter finns listade.